# ニコライ・パトルシェフ
ニコライ・プラトノヴィチ・パトルシェフ（ロシア語: Никола́й Плато́нович Па́трушев, ラテン文字転写: Nikolai Platonovich Patrushev, 1951年7月11日 - ）は、ロシア連邦の政治家。ソ連国家保安委員会（KGB）時代から同僚のウラジーミル・プーチンと親しく、ソ連崩壊後のロシアにおいては、プーチンの側近であり、政権を支える情報機関・軍事関係者シロヴィキの一人である。1999年、プーチンの首相就任に伴いロシア連邦保安庁（FSB）長官を引き継いで2008年まで務め、その後は安全保障会議書記を転じた。2024年より大統領補佐官を務めている。上級大将、ロシア連邦英雄である。

## 経歴
1951年7月11日、ロシア・ソビエト連邦社会主義共和国レニングラード（現在のサンクトペテルブルク）で生まれた。小学校時代の同級生に、ロシアの内務大臣や国家院議長、プーチン政権与党「統一ロシア」党首を歴任したボリス・グルイズロフがいる。1974年にレニングラード造船大学を卒業する。大学卒業後の1975年からKGB要員となり、KGB高等学校・特技向上課程を修了し、レニングラード市及び同州のKGB支部において初級作戦係、市班長、地区課副課長、密輸・汚職対策課長として勤務する。
ソ連崩壊後はKGBの解体を受けてロシア保安省に移り、1992年にカレリア共和国保安大臣に就任する。1994年から首都モスクワ勤務。ロシア連邦防諜庁内査局長、ロシア連邦保安庁（FSB）組織・人事業務部組織監察局長。1998年8月にロシア大統領府副長官兼監督総局長。同年10月にFSB経済保安部長を歴任した。
1999年8月9日にボリス・エリツィン大統領が、FSB長官兼安全保障会議書記だったプーチンを首相代行（後に首相）に任命したため、同日付でプーチンの後任としてFSB長官代行、8月16日に正式に長官に就任した。以後、プーチン政権発足以来FSB長官として、チェチェンなどに関するテロ事件に対応しており、2001年に大将となる。プーチンに対し絶対的な忠誠心を持ち、プーチンから全幅の信頼を寄せられていると言われる。
2008年5月12日にドミートリー・メドヴェージェフ大統領就任に伴い、ロシア連邦安全保障会議書記に就任した。
プーチンへの大統領交代後も留任し、2022年に始まったウクライナ侵攻をプーチンに進言したと報じられている。
2024年5月14日、大統領補佐官への転任が発表された。

## 人物
妻帯・2児を有する。法学科学博士である。ロシア連邦英雄の称号である「武勲に対する」勲章とメダル7個を有する。
ユニバーシティ・カレッジ・ロンドンのロシア政治専門家であるベン・ノブルは「パトルチェフこそがロシアのタカ派中のタカ派であり、西側が長年にわたってロシアを追いやってきたと考える人物である」「2022年のウクライナ侵攻における主戦論者であり、プーチンの強硬策を推進した一人である」と分析する。また、ロシアの政策決定コミュニティ内において、プーチンの意思決定に対して大きな影響力を持つと分析されている。ジョージタウン大学教授のサム・ポトリッキオはパトルシェフが事前にウクライナ侵攻をプーチンより知らされていた数少ない側近であり、不測の事態が起きた場合にプーチンより権力を移譲される最有力候補者であると分析する。
ロシア版フォーブズの情報によれば、2009年度のパトルシェフの所得は前年度の4倍の1,350万ルーブル（日本円で4,320万円）に達した（比較として安全保障会議副書記と書記補の年収は200万から400万ルーブルに過ぎない）。加えて239.9平方メートルのアパートを有している。また妻は4,541平方メートルの土地を所有している。